# You Belong to the City
You Belong to the City – utwór autorstwa Glenna Freya i Jacka Tempchina, wydany w 1985 jako singel na płycie ze ścieżką dźwiękową do serialu telewizyjnego z lat 80. – Miami Vice. Piosenka zdobyła popularność w Stanach Zjednoczonych docierając do 2. miejsca na liście Billboard Hot 100 oraz zajmując 1. miejsce w zestawieniu Mainstream Rock Tracks. Razem z innym utworem autorstwa Jana Hammera – Miami Vice Theme, zapewniła ścieżce dźwiękowej z serialu pierwsze miejsce na amerykańskich listach przebojów (przez 11 tygodni na przełomie 1985 i 1986). W serialu po raz pierwszy została zaprezentowana podczas emisji odcinka Prodigal Son.
Piosenka została wykorzystana w reklamie Pepsi z 1985 z udziałem Freya i Dona Johnsona. Wersja ta miała zmieniony tekst, dostosowany treścią do reklamowanego produktu.